# Justitia longimanus
Justitia longimanus är en kräftdjursart som först beskrevs av H. Milne Edwards 1837.  Justitia longimanus ingår i släktet Justitia och familjen Palinuridae. IUCN kategoriserar arten globalt som otillräckligt studerad. Inga underarter finns listade i Catalogue of Life.